# مالك بن الحارث بن هشام
مالك بن الحارث بن هشام المخزومي، (8 ق ه‍ - 46 ه‍ - 614 - 666 م)، الملقب بـ«شهاب»، هو جد الأمراء الشهابيين، ولد في 8 ق.ه‍ـ، وخرج من الحجاز مع أبيه، لفتح الشام في أيام أبي بكر، وقتل أبوه في فتح دمشق، فأقامه عمر بن الخطاب أميرًا في حوران سنة 15 ه‍ـ، فاستوطن قرية شهباء وصد الغسانيين النصارى عن دخول حوران، واستمر إلى أن توفي، وكان شجاعًا كريمًا فصيحًا، دامت ولايته 30 عامًا، وكانت وفاته عام 46 ه‍ـ.